# Miguel Montalvo
Miguel Montalvo Montalvo (Camagüey, 27 luglio 1943) è un ex cestista cubano.

## Carriera
Con Cuba ha partecipato alle Olimpiadi del 1968, disputando 4 partite e segnando 10 punti.